# Chalestra podaresalis
Chalestra podaresalis är en fjärilsart som beskrevs av Francis Walker 1859.
Chalestra podaresalis ingår i släktet Chalestra och familjen nattflyn. Inga underarter finns listade i Catalogue of Life.